# چارلی نیکلاس
چارلی نیکلاس (انگلیسی: Charlie Nicholas؛ زادهٔ ۳۰ دسامبر ۱۹۶۱) بازیکن فوتبال اهل اسکاتلند است.

## باشگاهی
از باشگاه‌هایی که در آن بازی کرده‌است می‌توان به باشگاه فوتبال آبردین، باشگاه فوتبال سلتیک، و باشگاه فوتبال آرسنال، باشگاه فوتبال سلتیک اشاره کرد.

## تیم ملی
وی همچنین در تیم ملی فوتبال اسکاتلند بازی کرده است.